# Painel DS360 da Organização Mundial do Comércio
A disputa 360 lida com os impostos sobre vinhos e destilados importados dos EUA pela Índia, considerados por aquele uma violação ao GATT. O painel estabelecido pela OMC decidiu o caso favoravelmente à Índia, mas a corte de apelações reverteu a decisão e acatou à demanda norte-americana. A Índia já implementou medidas para conformar os impostos em excesso à decisão.

## Contexto do caso
Entre 2000 e 2005, a exportação de vinhos dos Estados Unidos ocupava o posto de sexta maior do mundo, com um volume de vendas médio de US$ 630 milhões ao ano. A indústria exportadora de destilados desfrutava de posição ainda mais privilegiada, estando em terceiro lugar graças a um volume médio de US$ 633 milhões. 
A Índia, durante o mesmo período, passava não apenas por um momento de franca expansão de sua classe média consumidora como também aumentava sua participação no plano político e econômico internacional para se estabelecer como uma potência – ainda que emergente. Seu posicionamento estratégico na Ásia a tornava ainda mais visada pelos Estados Unidos, ante a ameaça crescente de uma China que a cada ano se fortalecia. Esse destaque resultou em uma interação intensa, nos planos político e econômico, cujos resultados vão desde parcerias como o U.S. – India Civil Nuclear Agreement e o U.S. – India High-Technology Cooperation Group, passando por exercícios militares como o Cope India, e finalmente iniciativas como o Quadrilateral Security Dialogue.
Apesar do constante esforço em reforçar os laços político-econômicos entre ambas as nações, em 2004 a Índia se encontrava ainda como 22ª maior parceira econômica dos Estados Unidos – com exportações do país americano para o asiático totalizando US$ 6.1 bi, enquanto as importações eram avaliadas em US$ 15.6 bi. O crescimento de 22% e 19%, respectivamente, em relação ao ano anterior indicava uma tendência positiva, mas insuficiente. O retrocesso do processo de reforma econômica indiana demonstrado no abandono em agosto de 2005 das negociações de venda de mais de uma dúzia de companhias estatais agravava o clima de incerteza para investidores e a ameaça de medidas protecionistas e que prejudicariam as relações com os EUA.

## Caso da tributação de vinhos e remissão à corte
Em novembro de 2006, as Comunidades Europeias remeteram à OMC uma questão referente à taxação de vinhos e destilados que a Índia impunha aos produtos que importava. Alegava-se que a tributação seria excessiva e violaria o princípio do tratamento nacional. 
Este problema não era sentido apenas por nações europeias. Então sextos maiores exportadores mundiais de vinhos, e terceiros de destilados, os EUA percebiam nestas taxas um empecilho imenso ao crescimento de sua participação no mercado indiano. A importação indiana de bebidas norte-americanas sob regime tributário diferenciado – como duty-free ou destinados a hotelaria – passou por um aumento de 350% (vinhos) e 200% (destilados) entre 2000 e 2005 . As demais, por sua vez, não se beneficiaram da mesma maneira uma vez que a estrutura de taxação indiana resultava em tributos agregados que variavam entre 150% e 550% sobre as importações. A Índia havia se comprometido a limitar sua tributação a 150%, em sua Schedule of Concessions. 
Em Março de 2007, os EUA também remeteram a questão à OMC, se valendo essencialmente das mesmas alegações que as Comunidades Europeias: que as taxas adicionais responsáveis pelo aumento da carga tributária estavam em desconformidade com as obrigações impostas à India pelos artigos II: 1 (a) e II:1(b) do GATT, tendo em vista o princípio do tratamento nacional delineado nos artigos III:2 e 4. 

## Estabelecimento de painel
Em maio do mesmo ano, os EUA requereram o estabelecimento de um painel pela OMC para avaliação da questão.
A Índia, em sua contra-argumentação, afirmou que não havia violação uma vez que os impostos reproduziam taxas domésticas a produtos domésticos, como impostos sobre vendas, transportes, etc. Foi dito, ainda, que o artigo II: 1 b só se aplicaria a taxas inerentemente discriminatórias.
O Painel decidiu no sentido favorável à Índia, afirmando que os EUA haviam falhado em provar a inadequação das taxas adicionais. 

## Apelação e decisão
Os Estados Unidos, então, apelaram afirmando principalmente que:
- A corte haveria criado uma limitação adicional ao escopo do artigo II:1(b) ao afirmar que se aplicaria apenas a impostos inerentemente discriminatórios. Segundo a parte, a redação do artigo se refere a todos os impostos uma vez que se lê "ordinary custom duties na primeira frase e all other" na segunda. A interpretação deveria ser a de que "all other" se refere a quaisquer outras taxas que não as ordinary custom duties.
- A interpretação dada pela corte ao termo "equivalente" no artigo II:2(a) é errônea uma vez que não se refere meramente à finalidade do imposto, mas também ao valor em si.

- A interpretação da corte sobre o conceito de consistência presente no mesmo artigo é falsa. O painel afirma que para que um caso se enquadre no art. II:2(a), a taxa deve ter sida aplicada de maneira inconsistente com o art. III:2. Porém os EUA afirmam absurda a declaração do painel de que as taxas do art. II:2(a) não são inerentemente discriminatórias quando a inconsistência com o princípio do tratamento nacional se traduz exatamente em uma discriminação desfavorável.

Os Estados Unidos obtiveram êxito na apelação, sendo seus argumentos aceitos integralmente pelo órgão de apelação e a decisão anterior revertida.

## Situação atual
A Índia implementou as recomendações da OMC.